# Тиходеев, Сергей Григорьевич
Сергей Григорьевич Тиходеев (род. 22 ноября 1952 года) — советский и российский учёный-физик, член-корреспондент РАН (2022).

## Биография
Родился 22 ноября 1952 года.
В 1975 году — окончил физический факультет МГУ, кафедра общей физики и волновых процессов, затем была учёба в аспирантуре ФИАН, ученик Л. В. Келдыша.
В 1980 году — защитил кандидатскую диссертацию, тема: «Взаимодействие электронно-дырочных капель в полупроводнике с деформациями».
В 1988 году — защитил докторскую диссертацию, тема: «Диаграммные методы в теориях релаксационных процессов и нелинейно-оптических явлений в полупроводниках».
Работает в Институте общей физики имени А. М. Прохорова, где в 1987 году организовал теоретическую группу, на базе которой в 1997 году была создана лаборатория теории полупроводниковых нанострутур отдела колебаний.
С 2009 года — профессор кафедры общей физики и физики конденсированного состояния, Отделение физики твердого тела Физического факультета МГУ.
В 2022 году — избран членом-корреспондентом РАН от Отделения физических наук.

## Научная деятельность
Специалист в области физики конденсированных сред.
Развил диаграммные методы в теории релаксационных и нелинейно-оптических процессов, построил эффективный метод расчета электромагнитных свойств наноструктурированных систем из металлов, полупроводников и диэлектриков, основанный на методе оптической матрицы рассеяния. Методы используются для расчета линейных и нелинейных оптических свойств различных фотонно-кристаллических структур, устройств нанофотоники и наноплазмоники, метаматериалов.
При помощи этого метода и в сотрудничестве с экспериментаторами открыл новые квазичастицы в наноструктурированных металло-диэлектрических слоях: волноводно-плазмонные поляритоны; разработал и оптимизировал использующие кирально-модулированные фотонные кристаллы и метаматериалы компактные источники света, в том числе лазеры циркулярно-поляризованного оптического излучения.